# Svoboda motor

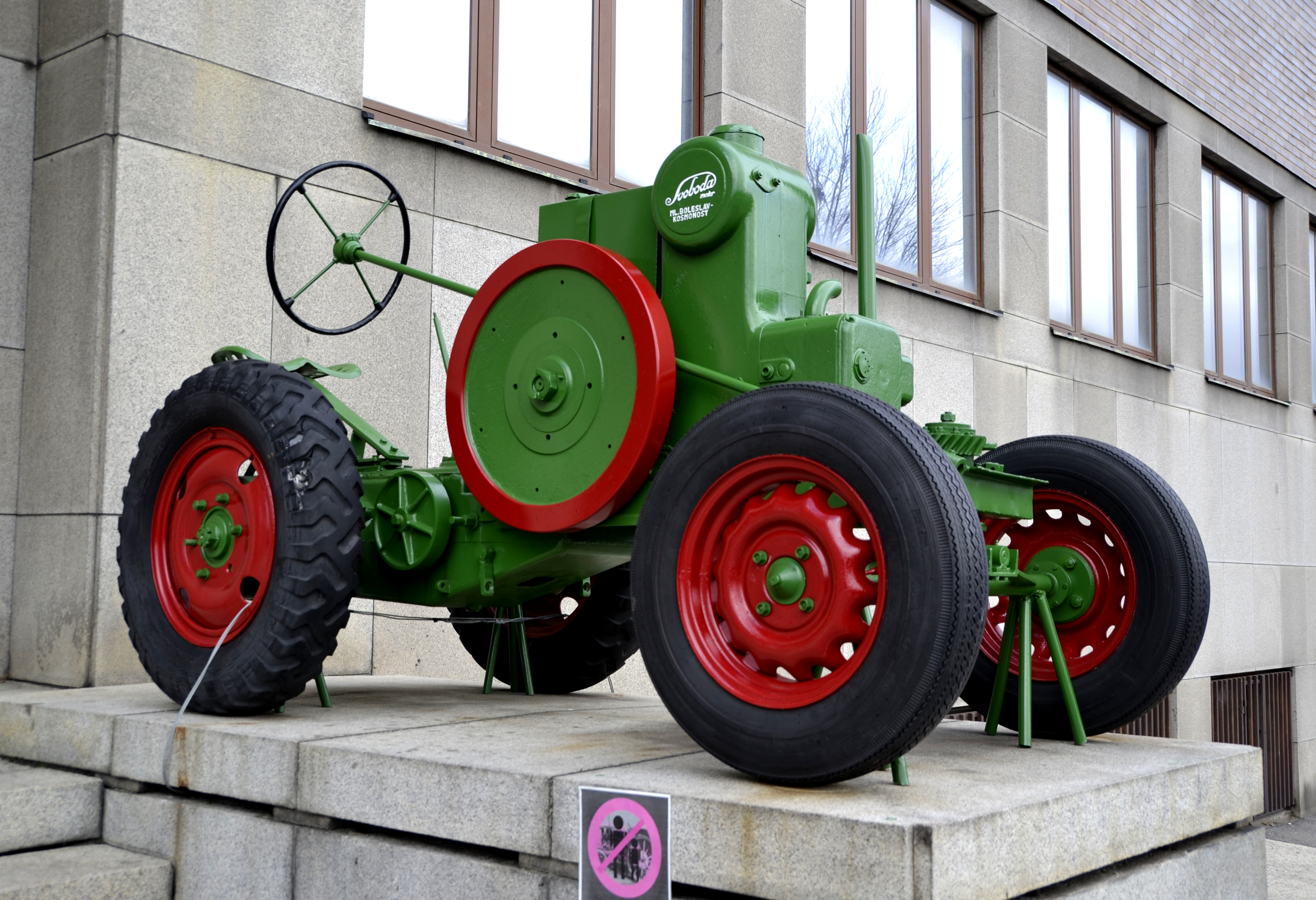
Traktor Svoboda vystavený na pomníku před Národním zemědělským muzeem

Svoboda motor byl závod Václava Svobody v Kosmonosech, který ve 30. letech 20. století vyráběl traktory Svoboda. 

## Historie

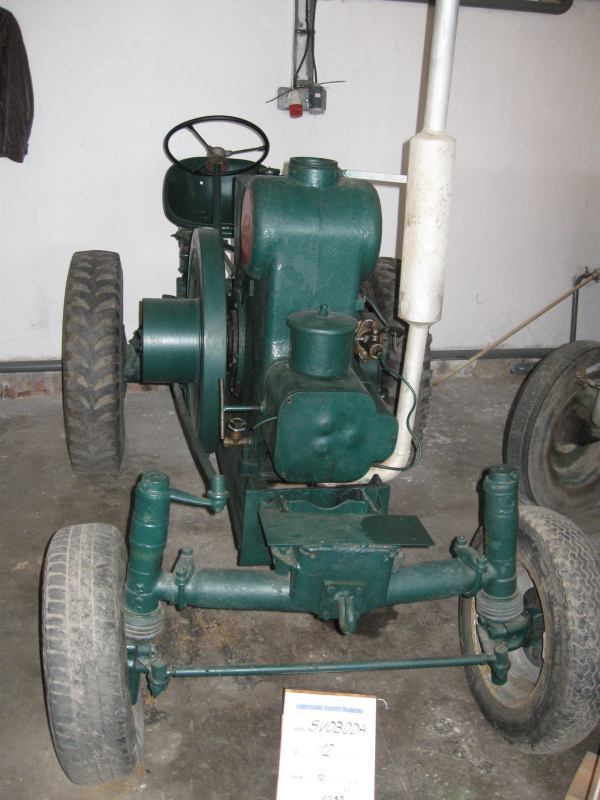
Svoboda 12

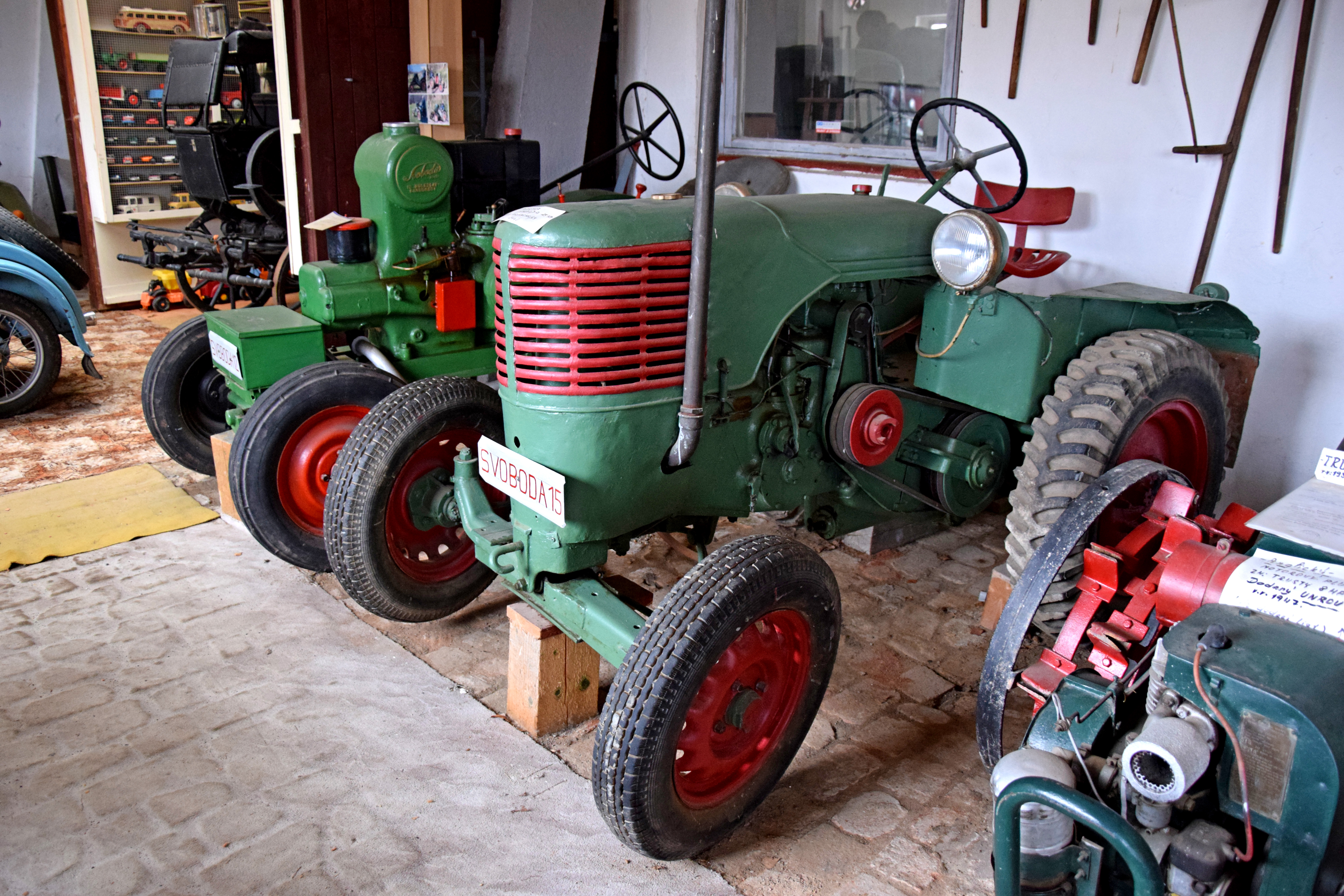
Svoboda 15

Firma Svoboda motor Kosmonosy u Mladé Boleslavi vznikla ve dvacátých letech 20. století a zabývala se výrobou stacionárních spalovacích a elektrických motorů a zemědělských strojů. V roce 1934 představila na Národní zemědělské výstavě traktory jednoduché konstrukce ve výkonové řadě 5, 7 a 10 koní. 
Na jeho čest se 28. září dělá akce v Mladé Boleslavi v Husově ulici. 
Traktory s označením Svoboda DK (Diesel Kar) 5 a 7 byly postaveny pouze na tříkolovém podvozku. Svoboda DK 7 vybavený čisticím kartáčem a cisternou byl jedním z prvních čisticích mechanismů v Praze.
Svoboda DK 10 byl již čtyřkolý, ale s velmi nezvykle řešenou přední nápravou, která se po vzoru kočárových podvozků natáčela celá. Traktory Svoboda DK 10 byly využívány i k tahání nákladních člunů převážejících lignit na Baťově kanálu. Pro svůj bezporuchový a laciný provoz a především díky své nízké pořizovací ceně se stal tento traktor velmi populárním. Tento model byl v roce 1939 modernizován a pod označením Svoboda DK 12 se s drobnými úpravami vyráběl až do roku 1949. 
Všechny výše zmiňované traktory byly rámové konstrukce, na kterou byl osazen jednoválcový ležatý, čtyřdobý, vznětový motor s odpařovacím chlazením, který dříve firma vyráběla jako stabilní motor.  
V první polovině čtyřicátých let byl vyráběn model Svoboda 22 s dvouválcovým motorem Deutz nebo jeho kopií. V roce 1945 se začal vyrábět model Svoboda 15 s ležatým jednoválcovým motorem, který již tvořil nosnou část traktoru (oproti předchozím typům byl bezrámový) s termosifonickým chlazením (klasický chladič bez nuceného oběhu) a již normální nápravou. Tento model se vyráběl až do roku 1949. Kromě výše zmiňovaných se vyráběly ještě modely (bez většího úspěchu) o výkonu 17 koní a 25 koní (posledně zmiňovaný s pohonem na dřevoplyn). 
Firma zanikla v roce 1949, kdy byla znárodněna.